# Snakes on a Plane
Snakes on a plane is een Amerikaanse komische actie- en horrorfilm, die geschreven is door David Dalessandro, John Heffernan en Sheldon Turner. De grote ster van de film is Samuel L. Jackson. De film werd op 18 augustus 2006 uitgebracht door New line Cinema.

## Verhaal
Nadat hij getuige was van de brute moord op officier van justitie Daniel Hayes door crimineel Eddie Kim in een afgelegen bos op Hawaï, wordt Sean Jones door FBI-agenten Neville Flynn en John Sanders in een Boeing 747-400 begeleid om te getuigen in een proces tegen Kim in Los Angeles. Kim regelt dat er een krat met giftige slangen in het ruim wordt geplaatst om het vliegtuig te laten neerstorten voordat het Los Angeles International Airport bereikt. Om ervoor te zorgen dat de slangen iedereen willekeurig aanvallen zonder dat er een bedreiging nodig is, laat hij een van zijn handlangers, vermomd als een grondmedewerker van het vliegveld, de leis van de passagiers besproeien met een speciaal feromoon waardoor de slangen zeer agressief worden.
Halverwege de vlucht gaat de krat open en de slangen banen zich een weg door de cabine, waarbij een adder een elektrisch paneel aanvalt en zo de stroom uitvalt. Een kat in het ruim, een stelletje dat seks heeft in het toilet en een man die een ander toilet gebruikt, zijn de eersten die worden gedood. De gezagvoerder van het vliegtuig, Sam McKeon, onderzoekt de stroomstoring en verhelpt een kortsluiting, maar wordt gedood door de adder die de storing veroorzaakte. Co-piloot Rick, die zich niet bewust is van de slangen, denkt dat Sam een hartaanval heeft gehad en vervolgt zijn weg naar LAX. Sommige slangen vallen Rick aan en terwijl hij ze afweert, laat hij per ongeluk de zuurstofmaskers van het hele vliegtuig los, waardoor de meeste slangen met hen mee de cabine in vallen. Talrijke passagiers, waaronder agent Sanders, worden gedood wanneer de slangen de cabine binnendringen.
De overlevende passagiers, die naar voren in het vliegtuig zijn gevlucht, zetten bagageblokken op in een wanhopige poging om de slangen tegen te houden. Rick wordt aangevallen en het vliegtuig begint naar beneden te duiken, waardoor een voedselkarretje door de bagageblokkade heen botst. De passagiers vluchten naar de bovenste eersteklascabine voordat ze het trappenhuis blokkeren met een opblaasbaar reddingsvlot. Flynn en stewardess Claire krijgen de controle over het vliegtuig terug terwijl Rick de besturing weer overneemt en Flynn naar het vrachtruim laat gaan om het airconditioning-/ventilatiesysteem te herstellen. Flynn neemt contact op met FBI-agent Hank Harris, die contact opneemt met ofioloog dokter Steven Price, de belangrijkste kennisbron van douane voor dierensmokkelzaken.
Op basis van foto's van de reptielen die via de mobiele telefoon van een passagier naar hem zijn gemaild, denkt Price dat een slangenhandelaar uit de buitenwijken van Los Angeles, die bekendstaat om de illegale import van exotische en zeer gevaarlijke slangen, verantwoordelijk is. Na een vuurgevecht onderwerpen de agenten de handelaar aan tactisch verhoor nadat deze gewond is geraakt door een slangenbeet. Harris houdt het tegengif achter, totdat de handelaar uiteindelijk bekent dat Kim hem heeft ingehuurd om de slangen te verkrijgen en onthult meer van Kims plannen om ze aan boord van de vlucht te smokkelen. Price bestelt de voorraad tegengif van de handelaar voor de slachtoffers in het vliegtuig op basis van de lijst die hij krijgt terwijl hij de gewonde handelaar medicijnen geeft. Harris beveelt dat Kim moet worden gearresteerd en berecht op meerdere aanklachten van moord en poging tot moord, met de doodstraf als gevolg.
Harris neemt contact op met Flynn en vertelt hem dat het tegengif klaar zal zijn voor de passagiers wanneer ze landen. Flynn ontdekt echter dat de cockpit vol slangen zit en dat Rick dood is. Na een kort gesprek stemt Troy, een lijfwacht van de rapper Three G's, ermee in om het vliegtuig te laten landen op basis van zijn ervaring met het spelen van een vluchtsimulator. Nadat iedereen zich heeft voorbereid, schiet Flynn met zijn pistool twee ramen kapot, waardoor de druk in het vliegtuig afneemt. De slangen worden uit de cockpit en de onderste verdieping van het vliegtuig geblazen. Ondanks zijn gebrek aan ervaring in de echte wereld, maakt Troy een noodlanding en haalt het vliegtuig de terminal. De passagiers stappen uit het vliegtuig en er wordt tegengif gegeven aan degenen die het nodig hebben.
Net als Flynn en Sean op het punt staan om uit te stappen, springt een overgebleven slang eruit en bijt Sean in de borst. Flynn trekt zijn pistool en schiet de slang dood, en paramedici rennen naar een getraumatiseerde Sean, die ongedeerd bleef dankzij een kogelwerend vest dat hij droeg tijdens de beproeving nadat hij was gered van Kims handlangers. Als teken van dankbaarheid neemt Sean Flynn later mee naar Bali en leert hem surfen.

## Publiciteit en het internet
Lang voor de première van Snakes on a Plane kreeg de film al veel aandacht. Dit kwam mede door de vrij "kitscherige" titel en door de blog van een van de scenarioschrijvers (Josh Friedman), die een kans kreeg om mee te werken aan de film. Samuel L. Jackson toonde interesse in het project en was bereid de hoofdrol te vertolken. Hierdoor ontstond een rage, waardoor er meer geld in de film werd gestoken waarmee bepaalde scènes opnieuw konden worden opgenomen, en er zelfs nog een zin aan het scenario werd toegevoegd die door een internetbezoeker was bedacht. Ondanks alle verwachtingen deed de film het uiteindelijk niet zo goed in de bioscoop als men gehoopt had.

## Slangen
Bij het maken van de film werden meer dan 450 slangen gebruikt om 30 verschillende soorten voor te stellen. De getoonde slangensoorten betreffen onder andere een 5,79 meter lange tijgerpython, een koningsslang, een melkslang (de slang die het koppeltje aanvalt, dat seks heeft), een ratelslang en een mangrovenslang.

## Rolverdeling
| Acteur             | Personage                  |
| ------------------ | -------------------------- |
| Samuel L. Jackson  | Neville Flynn              |
| Julianna Margulies | Claire Miller              |
| Nathan Phillips    | Sean Jones                 |
| Rachel Blanchard   | Mercedes Harbont           |
| Flex Alexander     | Clarence "Three G's" Dewey |
| Kenan Thompson     | Troy                       |
| Keith Dallas       | Big Leroy                  |
| Sunny Mabrey       | Tiffany                    |
| Bruce James        | Ken                        |
| Lin Shaye          | Grace                      |
| Terry Chen         | Chen Leong                 |
| Elsa Pataky        | María                      |
| Mark Houghton      | John Sanders               |
| David Koechner     | Richard "Rick"             |
| Bobby Cannavale    | Henry "Hank" Harris        |
| Todd Louiso        | dr. Steven Price           |
| Tom Butler         | Samuel "Sam" McKeon        |
| Kevin McNulty      | Emmett Bradley             |
| Samantha McLeod    | Kelly                      |
| Taylor Kitsch      | Kyle                       |
| Byron Lawson       | Eddie Kim                  |